# Aleksandra Liashenko

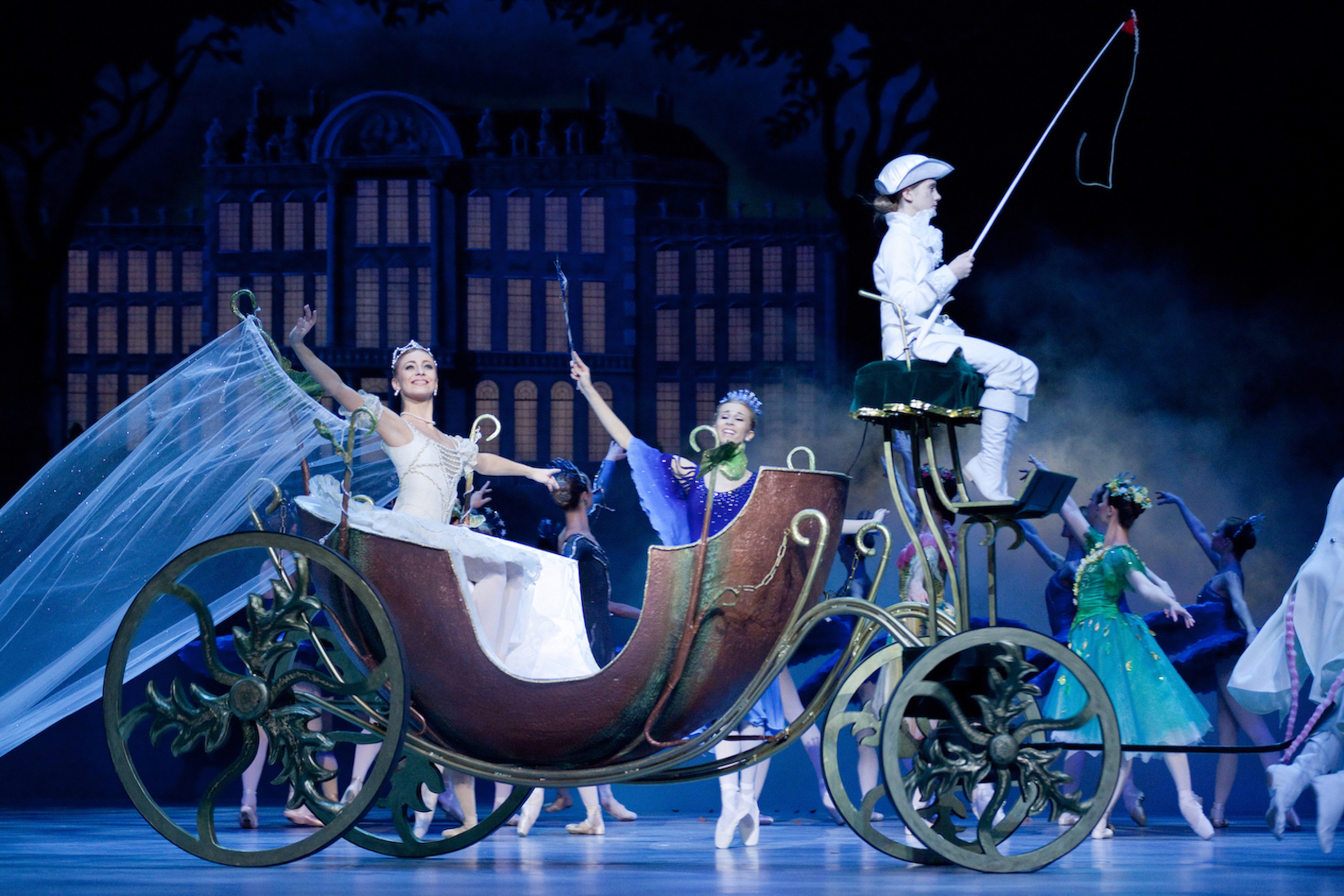

Aleksandra Liashenko (Александра Ляшенко) (ur. 4 sierpnia 1987 w Charkowie) – tancerka baletowa. W latach 2010–2015 pierwsza solistka Polskiego Baletu Narodowego. Od 2017 roku występuje w Ballet am Rhein w Düsseldorfie.

## Życiorys
Jest absolwentką Państwowej Szkoły Baletowej i Państwowego Instytutu Kultury w Charkowie (dyplom z wyróżnieniem).
Zaangażowana w Narodowym Akademickim Teatrze Opery i Baletu w Charkowie (2002–2007), Balecie Państwowej Opery Bałtyckiej w Gdańsku (2007), Balecie Teatru Wielkiego w Poznaniu jako solistka (2008–2009) i Polskim Balecie Narodowym w Warszawie (od 2009 jako solistka, od 2010 do 2015 pierwsza solistka). W 2017 zaczęła występować w Ballet am Rhein w Düsseldorfie.

## Nagrody
- 2002: I Nagroda oraz Nagroda Specjalna „za kreatywność i indywidualność” na Międzynarodowym Konkursie Baletowym „Fouette Arteku” na Krymie.
- 2004: I Nagroda Międzynarodowego Konkursu Baletowego „Kryształowa Puenta” w Charkowie (Ukraina).
- 2007: II Nagroda Międzynarodowego Konkursu Baletowego w Kijowie (Ukraina).
- 2009: I Nagroda w kategorii seniorów XVI Konkursu Tańca w Gdańsku (Polska).
- 2011: Dyplom z nominacją na prestiżową nagrodę „Benous de la Danse” za interpretacje roli Kopciuszka w balecie „Kopciuszek” w choreografii Fredericka Ashtona. Uroczysta Gala odbyła się w Moskwie (Rosja).
- 2014: Srebrny Medal „Zasłużony Kulturze Gloria Artis” w Warszawie (Polska).
- 2015: Teatralna Nagroda Muzyczna im. Jana Kiepury dla najlepszej tancerki w Polsce.
- 2019: Medal Prezydenta Ludowej Akademii Nauk w Moskwie (Rosja) „Za osiągnięcia w kulturze i sztuce”.

## Najważniejsze role
Opracowano na podstawie materiału źródłowego

### Teatr Wielki – Opera Narodowa/Polski Balet Narodowy
- Izolda w Tristanie (Krzysztof Pastor)
- Julia w Romeo i Julii (Emil Wesołowski)
- Requiem berlińskie, Wie lange noch? i inne partie w Kurcie Weillu (Krzysztof Pastor)
- Księżniczka Aurora i Księżniczka Florina w Śpiącej królewnie (trad. / Jurij Grigorowicz)
- Kopciuszek i Wróżka Jesieni w Kopciuszku (Frederick Ashton)
- Nikija, Cienie-Solistki i Pas d’action w Bajaderze (trad. / Natalia Makarowa)
- Lalka i Taniec chiński w Dziadku do orzechów (Andrzej Glegolski)
- Przyjaciółka Księcia (Pas de trois) i Taniec neapolitański w Jeziorze łabędzim (trad. / Irek Muchamiedow)
- Solange w Chopinie, artyście romantycznym (kreacja, Patrice Bart)
- Gawot w In Light and Shadow (Krzysztof Pastor)
- Kitty w Annie Kareninie (Alexei Ratmansky)
- Para Naszych w I przejdą deszcze… (kreacja, Krzysztof Pastor)
- Solistka w Grand pas classique (Victor Gsovsky)
- Solistka w Święcie wiosny (Emanuel Gat)
- Ona w Personie (kreacja, Robert Bondara)
- Klara i Solistka Walca Kwiatów w Dziadku do orzechów (Toer van Schayk & Wayne Eagling)
- Serafin współczesny w Sześciu skrzydłach aniołów (kreacja, Jacek Przybyłowicz)
- Duet 2 w Century Rolls (Ashley Page)
- Helena w Śnie nocy letniej (John Neumeier)
- Ofelia w Hamlecie (kreacja, Jacek Tyski)
- Duet w Pocałunkach (Emil Wesołowski)
- Duet 1 w Artifact Suite (William Forsythe)
- Julia w Romeo i Julii (Krzysztof Pastor)
- Duet 3 w Adagio&Scherzo (kreacja, Krzysztof Pastor)
- Kitri-Dulcynea i Amorek w Don Kichocie (trad. / Alexei Fadeyechev)
- Duet 4 & Trio i Kwartet w Nevermore…? (kreacja, Robert Bondara)
- Młoda Dziewczyna w Zielonym stole (Kurt Jooss)
- Duet w Pupie (kreacja, Anna Hop)
- Mme Binetti w Casanovie w Warszawie (kreacja, Krzysztof Pastor)

Inne partie solowe w baletach:
- W poszukiwaniu kolorów (kreacja, Jacek Tyski)
- Pocałunki (kreacja, Emil Wesołowski)

### Balet Teatru Wielkiego w Poznaniu
- Julia w Romeo i Julii (Emil Wesołowski)
- Swanilda w Coppelii (Sławomir Woźniak)
- Dobra Wróżka i Lalka w Dziadku do orzechów (Sławomir Woźniak)
- Cztery łabędzie w Jeziorze łabędzim (Ewa Wycichowska i trad. / Liliana Kowalska)
- Krasawica w Panu Twardowskim (Henryk Konwiński)

Inne partie solowe w baletach:
- Krzesany (Emil Wesołowski)
- Moderato Karola Szymanowskiego (Beata Wrzosek)